# Сільський пейзаж з церковною вежею
«Сільський пейзаж з церковною вежею» — один з небагатьох «чистих» пейзажів французького художника Едуара Мане.

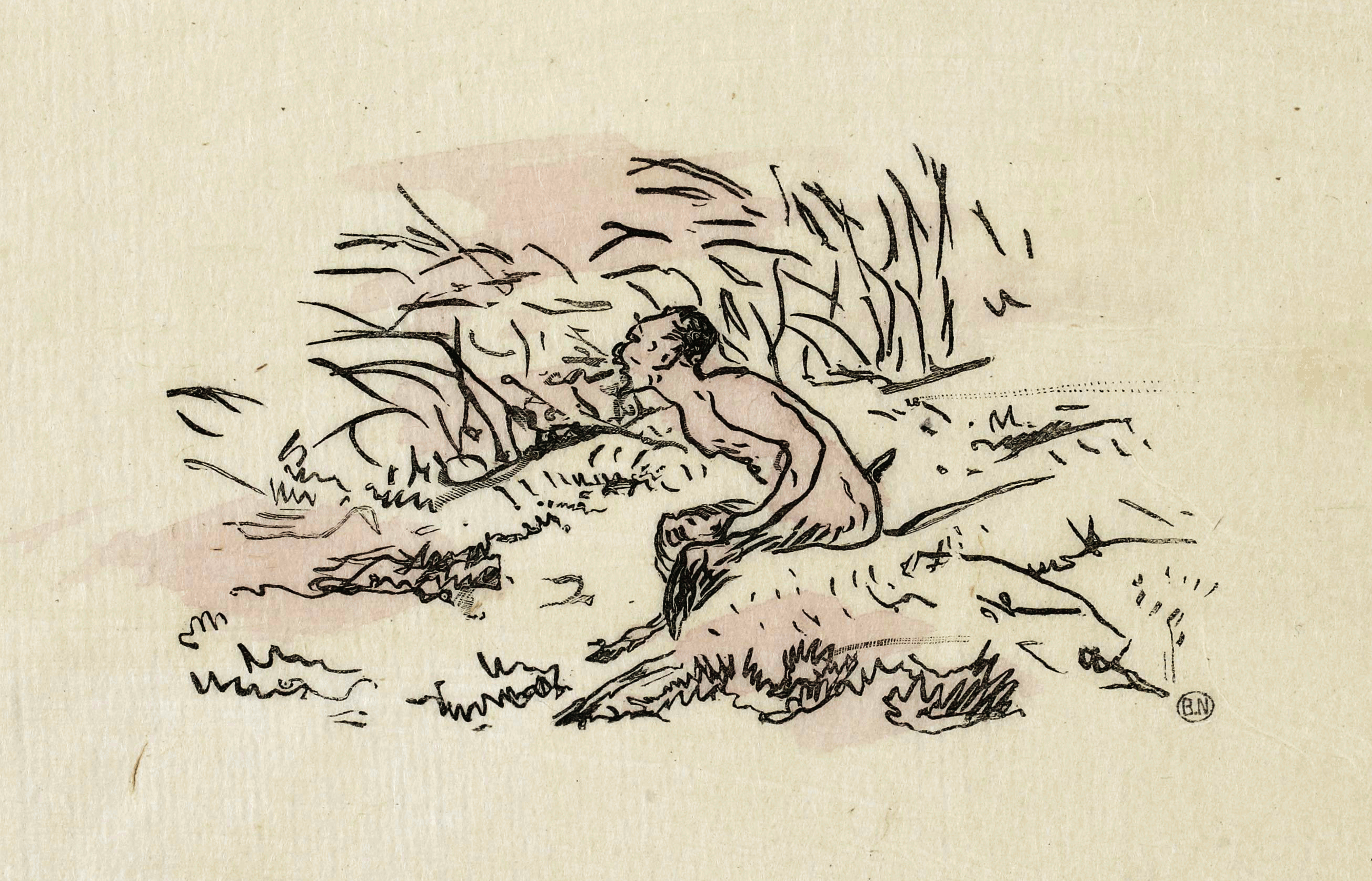
Пейзажний фронтиспіс до поеми С. Малларме

Едуар Мане не одразу став художником. Його батько, прихильник тогочасних добропорядних настанов, наполягав на отриманні сином престижного фаху, яким фах художника не вважався, сприймався несерйозним і не гідним сина. Тому Едуар деякий час випробував себе як моряк.
Саме морські пейзажі й переважають в творах художника, що нечасто звертався до пейзажної тематики. Хоча пейзажні замальовки зустрічаються серед малюнків та графічних спроб художника. Дивує економним використанням художніх засобів пейзажний фронтиспіс з фігурою фавна, створений художником до одної з поем Стефана Малларме. Навіть картина «Венеція. Причальні стовпи на Гранд Каналі» поєднує зображення приморського міста і затоки (1875, Сан Франциско).
«Сільський пейзаж з церковною вежею» — зразок неморського пейзажу, досить рідкісний у творчому надбанні художника. Створений в імпресіоністичній манері в період, коли французький імпресіонізм ще робив перші кроки в мистецтві Франції.